# فلسطينيو الشتات

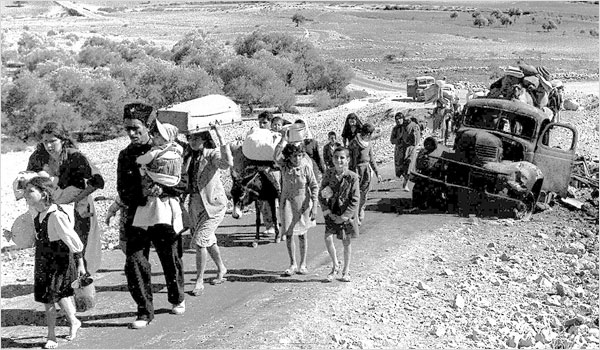
صورة لاجئين فلسطينيين في سنة 1948

فلسطينيو الشتات هو المصطلح الذي يستعمل لوصف الفلسطينيين الذين يعيشون خارج فلسطين. يقدر العدد الكلي لفلسطيني العالم ما بين 9-11 مليون يعيش ما لا يقل عن نصفهم خارج بلدهم.
عانى الشعب الفلسطيني منذ حرب 48 من عدة موجات من النفي وكما عاشوا في العديد من الدول المضيفة.
بالإضافة إلى اللاجئين الفلسطينيين الذي تم تهجيرهم في حرب 48 فقد تم تهجير مئات الآلاف من الفلسطينيين خلال حرب 67. يشكل هذان الشكلان من التهجير الغالبية العظمى من فلسطينيي الشتات. بالإضافة لهؤلاء المهجرين بسبب الحرب، فقد قام البعض من الفلسطينيين بالهجرة لأسباب أخرى مثل: الحصول على فرص عمل أفضل والتعليم والاضطهاد الديني واضطهاد السلطات الإسرائيلية. على سبيل المثال، فبعد حرب 67 أُجبر ما معدله 21,000 فلسطيني على ترك المناطق التي تقع تحت السيطرة الإسرائيلية. وهذا النمط من الهروب استمر خلال عقود السبعينيات والثمانينيات والتسعينيات من القرن العشرين. مثال آخر في سنة 2002، تم ترحيل 13 مقاتل خلال حصار كنيسة المهد أثناء تنفيذ عملية الدرع الواقي.
لا يمكن تحديد تعداد دقيق للشتات الفلسطيني خاصة في ظل غياب إحصاء سكاني شامل لكل فلسطينيي الشتات والفلسطينيين الذين بقوا في فلسطين. بناءً على الجهاز المركزي للإحصاء الفلسطيني، فإن عدد الفلسطينيين في العالم مع نهاية سنة 2023 كان 14.6 مليون، بزيادة بمقدار 5,000,000 عن سنة 2003.
يشرح روبين كوهين في كتابه الشتات العالمي بأنه بالنسبة للفلسطينيين، وآخرين مثل الأمريكيين الأصليين واليهود وبعض الأفارقة، فإن مصطلح الشتات يحمل في طياته معاني مرتبطة بالشؤم والوحشية، ويرمز إلى أذى وعقاب جماعي بحيث يحلم الشخص بالوطن ويعيش في المنفى.
شكّلت قضية حق الفلسطينيين بالعودة أهمية مركزية لدى الفلسطينيين والشعوب العربية منذ سنة  1948. كما يعتبر حلم للعديد من فلسطينيي الشتات ويظهر بشكل أكبر لدى الفلسطينيين الذين يعيشون في مخيمات اللاجئين. في مخيم عين الحلوة، أكبر مخيمات لبنان، تسمى الأحياء بأسماء مدن و قرى الجليل وهي المناطق التي أتى منها هؤلاء المهجرون، من هذه الأسماء الزيب والصفصاف وحطين. على رغم من عدم رؤية 97% من سكان هذه المخيمات لقراهم ومدنهم الأصلية في فلسطين، فإن المعظم يصر على أن حق العودة هو حق لا يجوز التصرف فيه وبأنهم لن يتخلوا عنه.

## التاريخ
الأفراد الفلسطينيون لديهم تاريخ طويل من الهجرة. على سبيل المثال، ذُكر عمال الحرير من طبريا في سجلات الضرائب الباريسية في القرن الثالث عشر. ومع ذلك، بدأت أول موجة هجرة كبيرة للمسيحيين العرب من فلسطين في منتصف القرن التاسع عشر؛ وشملت العوامل التي أدت إلى الهجرة الفرص الاقتصادية، وتجنب الخدمة العسكرية القسرية، والصراعات المحلية مثل الصراع الأهلي عام 1860 في جبل لبنان ودمشق.

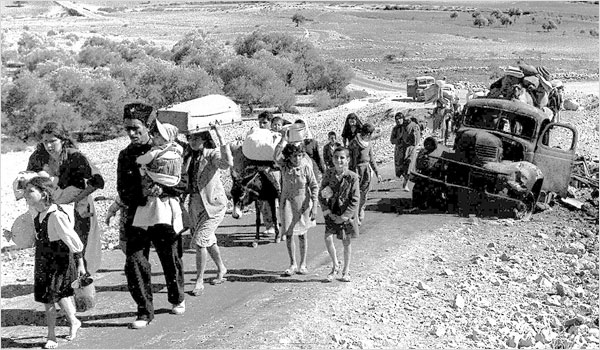
اللاجئون الفلسطينيون في حرب 1948.

منذ الحرب العربية الإسرائيلية عام 1948، عانى الفلسطينيون من موجات عديدة من النفي وانتشروا في بلدان مضيفة مُختلفة في جميع أنحاء العالم. بالإضافة إلى أكثر من 700،000 لاجئ فلسطيني من عام 1948، نزح مئات الآلاف أيضًا في حرب الأيام الستة عام 1967. والواقع أنه بعد عام 1967، شُجع عدد من الشبان الفلسطينيين على الهجرة إلى أمريكا الجنوبية. يشكل لاجئو 1948 و1967 معا غالبية الشتات الفلسطيني. وإلى جانب أولئك الذين شردتهم الحرب، هاجر آخرون إلى الخارج لأسباب مختلفة مثل فرص العمل والتعليم والاضطهاد الديني. ففي العقد الذي أعقب حرب عام 1967، على سبيل المثال، أجبر ما متوسطه 21,000 فلسطيني سنوياً على الخروج من المناطق التي تسيطر عليها إسرائيل. استمر نمط الهروب الفلسطيني خلال السبعينات والثمانينات والتسعينات القرن العشرين.

## سكان
في غياب تعداد شامل يشمل جميع السكان الفلسطينيين في الشتات وأولئك الذين بقوا داخل المنطقة التي كانت تعرف باسم فلسطين الانتدابية، من الصعب تحديد أرقام دقيقة للسكان. ووفقاً للجهاز المركزي للإحصاء الفلسطيني، بلغ عدد الفلسطينيين في جميع أنحاء العالم في نهاية عام 2003 ما قدره 9.6 مليون نسمة، بزيادة قدرها 800,000 نسمة عن عام 2001.
وما فتئت مسألة حق الفلسطينيين في العودة تكتسي أهمية محورية بالنسبة للفلسطينيين وللعالم العربي بصفة أعم منذ عام 1948. إنه حلم الكثيرين في الشتات الفلسطيني، وهو حاضر بقوة في مخيمات اللاجئين الفلسطينيين. وفي أكبر مخيم من هذا النوع في لبنان، وهو مخيم عين الحلوة، سُمّيت أحياء باسم مدن وقرى الجليل التي جاء منها اللاجئون الأصليون، مثل الزيب والصفصاف وحطين. وعلى الرغم من أن 97 في المئة من سكان المخيم لم يروا قط المدن والقرى التي تركوها آباؤهم وأجدادهم، فإن معظمهم يصر على أن حق العودة حق غير قابل للتصرف ولن يتخلوا عنه أبدًا.

## أرقام السكان
وتشير التقديرات إلى أن أكثر من 6 ملايين فلسطيني يعيشون في الشتات العالمي.
البلدان الواقعة خارج الأراضي الفلسطينية والتي تضم عددا كبيرا من السكان الفلسطينيين هي:
- الأردن 3,240,000
- إسرائيل 1,650,000
- سوريا 630,000
- تشيلي 500,000 (أكبر جالية فلسطينية خارج الشرق الأوسط).
- لبنان 402,582
- المملكة العربية السعودية 280,245
- مصر 270,245
- الولايات المتحدة 255,000 (أكبر تجمعات في شيكاغو وديترويت ولوس أنجلوس ؛ تاريخ الفلسطينيين في لوس أنجلوس).
- هندوراس 250,000
- غواتيمالا يقدر ب 200,000
- المكسيك 120,000
- قطر 100,000
- ألمانيا 80,000
- الكويت 80,000
- السلفادور 70,000
- البرازيل 59,000
- العراق 57,000
- اليمن 55,000
- كندا 50,975
- أستراليا 45,000
- ليبيا 44,000
- بورتوريكو يقدر ب 30,000
- اليونان يقدر ب 30,000
- المملكة المتحدة 20,000
- بيرو 19,000
- الدنمارك 15,000
- كولومبيا 12,000
- اليابان يقدر ب 10000
- باراغواي 10,000
- هولندا 9,000
- السويد 7000
- الجزائر 4,030
- النمسا 4,010
- النرويج 3,825
- أما بقية أمريكا اللاتينية والهند وروسيا وأفريقيا جنوب الصحراء وشرق آسيا فلديها عدد قليل نسبيا من السكان الفلسطينيين. [بحاجة لمصدر]

وغالبية الفلسطينيين في الاتحاد الأوروبي الذين يقدر عددهم ب 100,000 فلسطيني موجودون في المملكة المتحدة والدنمارك وفرنسا وألمانيا واليونان وإيطاليا وهولندا وإسبانيا والسويد. خارج الاتحاد الأوروبي النرويج وسويسرا. العاصمة الألمانية برلين لديها واحدة من أكبر الجاليات الفلسطينية خارج الشرق الأوسط مع حوالي 30،000-40،000 شخص من أصل فلسطيني يقيمون في المدينة (~ 1 ٪ من مجموع السكان).
في الولايات المتحدة، يشمل ذلك الجالية الفلسطينية المكونة من 800-1000 شخص في غالوب، نيو مكسيكو المنخرطين بشكل كبير في صناعة المجوهرات في جنوب غرب المنطقة. [بحاجة لمصدر]

## إحصائيات

إحصائية لأغلب فلسطينيي الشتات حسب أماكن تواجدهم

| فلسطينيو الشتات بحسب بلد الإقامة | الإحصاء السكاني لذوي الأصول الفلسطينية |
| -------------------------------- | -------------------------------------- |
| الأردن                           | 3,000,000                              |
| سوريا                            | 434,896                                |
| لبنان                            | 405,425                                |
| تشيلي                            | 500,000                                |
| السعودية                         | 327,000                                |
| الأمريكيتان                      | 225,000                                |
| مصر                              | 44,200                                 |
| دول الخليج العربي                | 159,000                                |
| دول عربية أخرى                   | 153,000                                |
| دول أخرى                         | 308,000                                |
| المجموع الكلي                    | 5,256,321                              |

## فلسطينيون بارزون في الشتات
- أليكس عطالله، طاه برازيلي
- أنطوان إزميري [الإنجليزية]، رجل أعمال وناشط هاييتي
- بيلي، مغني راب كندي
- إديلسون، لاعب كرة قدم برازيلي
- غابرييل زيد [الإنجليزية]، روائي وشاعر مكسيكي
- خورخي يارور بانا [الإنجليزية]، مصرفي تشيلي
- خوسيه زالاكيت [الإنجليزية]، محام تشيلي وناشط في مجال حقوق الإنسان
- لينا مرواني، روائية تشيلية
- ميغيل ليتين، مخرج سينمائي تشيلي
- نجوى فؤاد، راقصة شرقية مصرية
- نصري عطوي، مغني بوب كندي
- نتالي حنظل، شاعرة وكاتبة مسرحية حايتية
- نجيب بقيلة، رئيس السلفادور، العمدة السابق ل سان سلفادور
- رائد جرار، العمارة الأمريكية
- ركاد سالم، سياسي عراقي
- رشيدة طليب، سياسية أمريكية
- ريكاردو أبو مهور، رجل أعمال تشيلي، صاحب دوري الدرجة الأولى نادي أوهيغينز
- ربا ندا، مخرجة أفلام كندية
- سما الشيبي، مصممة وفنانة مفاهيمية عراقية
- سلفادور نصر الله، نائب رئيس هندوراس، صحفي رياضي سابق

## روابط خارجية
- Shaml - The Palestinian Diaspora and Refugee Centre
- The Palestinian Christian Diaspora in Jordan[وصلة مكسورة]
- The French Le Monde Diplomatique ("The Diplomatic World") has two web sites with more accurate information on the Palestinian diaspora:
  - The global Palestinian diaspora in the world (in French), Fébruary 2000;
  - The Palestinian Refugee population in the Middle East (in French), Fébruary 2000.
- شامل - الشتات الفلسطيني ومخيمات اللاجئين
- الشتات الفلسطيني المسيحي في الأردن
- الشتات والمخيمات الفلسطينية